# Émile Bourquelot
Pour les articles homonymes, voir Bourquelot.
Élie-Émile Bourquelot (Jandun (Ardennes) le 21 juin 1851, Paris (Seine) le 26 janvier 1921) est un pharmacien et mycologue français.

## Sa vie et ses travaux
Fils de cultivateurs, il poursuit des études de pharmacie à Charleville, Reims, puis à l’École Supérieure de Pharmacie de Paris. Second de la promotion 1875 des internes en pharmacie, il effectue son internat à l'hôpital de la Pitié. Reçu pharmacien des hôpitaux en 1878, il exerce successivement à l'hôpital des Cliniques jusqu'en 1886, à l'hôpital des Enfants-Malades jusqu'en 1887, et enfin à l'hôpital Laënnec.
En 1885, Emile Bourquelot soutient une thèse sur la digestion des matières amylacées chez les mollusques céphalopodes.
Dès lors, il consacre une partie significative de ses recherches à l'action des ferments. Seul ou avec le concours d'Henri Hérissey, il découvre de très importants ferments solubles dont : la tréhalase, la pectinase de l'orge germé, la séminase de la graine de luzerne, la gentiobiase, la géase. Il contribue également à l'étude d'autres ferments, tels que l'invertine, la maltase, la gaulthérase et la lactase.
Mais les apports les plus importants dans ses travaux concernent sans doute l'emploi des ferments solubles dans les recherches de chimie végétale. Il a participé à la mise au point de méthodes dites biochimiques, permettant de rechercher dans les végétaux, à l'aide des enzymes, les principes sur lesquels ils agissent. Il a dressé avec Henri Hérissey, le tableau de tous les β-glucosides naturels connus à l'époque, et appliqué la méthode biochimique invertine-émulsine, dans ses équipes, à plusieurs centaines de plantes. La découverte, en 1912, des propriétés synthétisantes de l'émulsine en milieu alcoolique, a également ouvert de nouvelles possibilités dans la biochimie.
Il est aussi enseignant. À partir de 1893, il est chargé de l'enseignement de la pharmacie galénique à l'École de Pharmacie de Paris, remplaçant son collègue Edmé Bourgoin, qui, après une brillante carrière scientifique, venait de se lancer dans la politique et d'être élu député des Ardennes. Émile Bourquelot a profondément renouvelé en France l'enseignement de cette matière.
En 1919, Émile Bourquelot est élu à l'Académie des Sciences.
Il est décédé à presque 70 ans, le 28 janvier 1921, de pneumonie.

## Publications
- Recherches expérimentales sur l'action des sucs digestifs des céphalopodes sur les matières amylacées et sucrées : Contribution à l'étude de la diastase animale, Paris, Typographie A. Hennuyer, 1882
- Recherches sur les phénomènes de la digestion chez les mollusques céphalopodes, Paris, Typ. A. Hennuyer, 1884
- Sur la séparation et le dosage du glycogène dans les tissus, à propos d'une nouvelle méthode, proposée par M. Landwehr, extrait du « Journal des connaissances médicales ». Paris : imprimerie de A. Davy, 1884
- Sur la fermentation alcoolique du galactose, dans Comptes rendus hebdomadaires des séances de l'Académie des sciences, janvier-juin 1888, tome 106, p. 283–286
- Les Fermentations, Paris, H. Welter, 1889, 169 pages
- Maltase et fermentation alcoolique du maltose, dans le Journal de pharmacie et de chimie du 1er août 1895.
- Les Ferments solubles (diastases-enzymes), 1896, 217 pages
- Sur la présence dans le "Monotropa Hypopythis" d'un glucoside de l'éther méthylsalicylique et sur le ferment soluble hydrolysant de ce glucoside, 1896
- Sur l'hydrolyse de la pectine de gentiane, 1898
- Tyrosine, leucine et asparagine dans la gousse verte de grosse fève : Cause du noircissement de cette gousse à la maturité, 1898
- Sur la pectine de groseille à maquereau (Ribes grossularia L.), avec Henri Hérissey, dans le Journal de Pharmacie et de Chimie, 6e série, tome 9, Paris, Octave Doin, 1899, p. 81-286
- Sur un processus général d'oxydation par les ferments oxydants, 1909
- Sur la présence d'un glucoside cyanhydrique dans la linaire striée (Linaria striata, DC.), dans Journal de pharmacie et de chimie du 1er novembre 1909.
- Des glucosides cyanhydriques fournissant, dans leur dédoublement, de l'aldéhyde benzoïque ou de l'acétone, 1909
- Sur les variations des proportions d'oleuropéine dans l'olive depuis son apparition jusqu'à sa maturité, avec J. Vintilesco, 1910
- De l'influence du mode de dessiccation sur la composition de la racine de gentiane, préparation de la gentiopicrine en partant de la racine sèche, avec Marc Bridel, 1910
- Sur la recherche du raffinose dans les végétaux, sa présence dans deux graines de légumineuses Erythrina fusca, Lour., et Entada scandens, Benth., avec Marc Bridel, dans Comptes rendus hebdomadaires des séances de l'Académie des sciences, juillet-décembre 1909, tome 149, p. 361-
- Synthèse de galactosides d'alcools à l'aide de l'émulsine : Éthylgalactoside bêta, avec Henri Hérissey, 1912
- Influence de l'acide acétique sur les propriétés synthétisante et hydrolysante de la glucosidase alpha (glucosidase de la levure basse, desséchée à l'air), avec A. Aubry, éd. O. Doin et fils, 1915, 7 pages
- Influence de la soude sur les propriétés synthétisante et hydrolysante de la glucosidase alpha (glucosidase de la levure basse, desséchée à l'air), avec A. Aubry, éd. O. Doin et fils, 1915, 6 pages
- Présence dans le Mélilot et l'Aspérule odorante de glucosides fournissant de la coumarine sous l'action hydrolysante de l'émulsine, G. Doin, 1920, 10 pages
- Les Principes actifs de quelques plantes employées en médecine populaire ; leur recherche par la méthode biochimique, 1920, 12 pages

Divers
- Préface du Catalogue raisonné et descriptif des plantes vasculaires du département des Ardennes, par Albert Callay, 1900
- Jean de Jandun et ses œuvres (1280-1328), Picard et fils, 1908, 20 pages
- Le Centenaire du Journal de pharmacie et de chimie 1809-1909, C. Doin et fils, 1910, 102 pages

## Hommages
- La Faculté des Sciences pharmaceutiques et biologiques de l'Université Paris-Descartes, compte un amphithéâtre Émile Bourquelot de 500 places, construit en 1952-1953.
- La ville de Charleville-Mézières compte une rue Élie-Émile Bourquelot.
- Outre une place Émile Bourquelot à Jandun, une plaque commémorative est apposée sur sa maison natale. Elle fut inaugurée en 14 octobre 1972 à l'instigation de l'Académie nationale de pharmacie.